# Nikil Mukerji

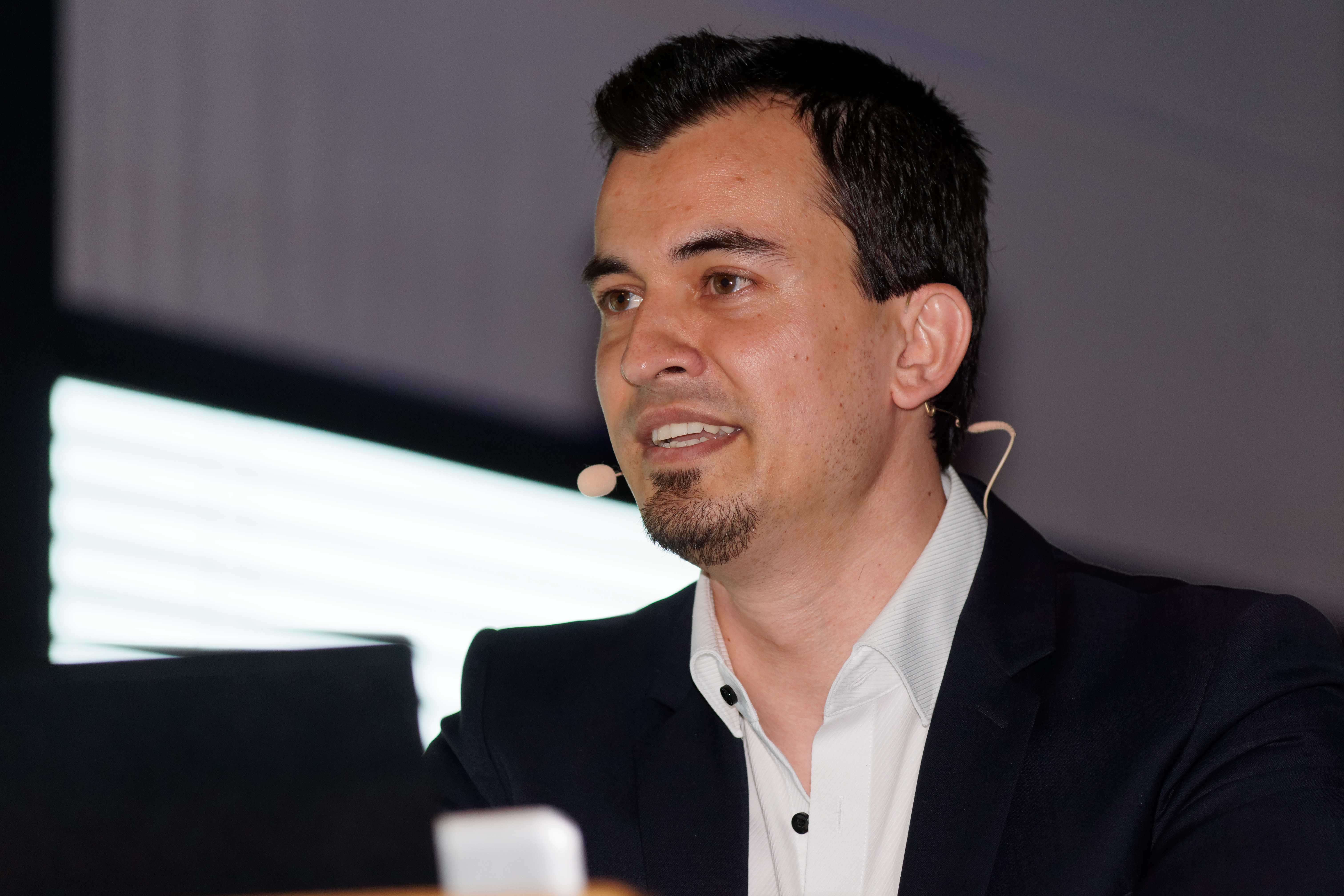
Nikil Mukerji (2018)

Nikil Mukerji (* 1. Mai 1981 in München) ist ein deutscher Autor, Philosoph und Skeptiker. Er ist Privatdozent an der Ludwig-Maximilians-Universität München.

## Werdegang
Nikil Mukerji studierte Betriebswirtschaft, Volkswirtschaft, Philosophie, Logik und Wissenschaftstheorie an verschiedenen deutschen und ausländischen Universitäten. 2014 promovierte er in Philosophie bei Julian Nida-Rümelin an der Ludwig-Maximilians-Universität München mit einer Arbeit zum Konsequentialismus. Er fungierte als akademischer Geschäftsführer und Dozent des Studiengangs Philosophie, Politik, Wirtschaft (PPW) und ist seitdem als Dozent tätig. Ebenso ist er affiliierter Forscher am Münchner Kompetenzzentrum Ethik (MKE) der LMU München Lehrtätiger der wissenschaftlichen Weiterbildung und LMU-Experte für diverse Themenbereiche. Mukerji unterrichtet zudem an der betriebswirtschaftlichen Fakultät der Hochschule für angewandte Wissenschaften München. Zwischenzeitlich war er Mitarbeiter am Lehrstuhl für Wirtschaftsethik der Technischen Universität München und wirkte am EU-Forschungsprojekt „Robolaw“ an der LMU München mit. Neben seiner universitären Lehr- und Forschungstätigkeit ist Mukerji Sachbuch- und Gastautor für diverse Medien (u. a. FAZ, NZZ, Gehirn&Geist, Spektrum.de und Die Zeit Online), Keynote Speaker und selbständiger Berater für das Institut für Argumentation in München. Seit 2020 ist er Mitglied des wissenschaftlichen Beirats des Hans-Albert-Instituts. Außerdem ist er Mitinitiator des Solon Center for Policy Innovation, an dem Strategien zur Katastrophenprävention erforscht werden. Seit Dezember 2023 ist Mukerji Fellow des Committee for Skeptical Inquiry (CFI), eines Teils der US-amerikanischen Skeptikerbewegung Center for Inquiry (CFI).

## Philosophische Themenbereiche
Mukerji lehrt und forscht vor allem zu Themen der angewandten Ethik und normativen Ethik. In seinem Buch Das Differenzprinzip von John Rawls und seine Realisierungsbedingungen (2009) untersucht er das Differenzprinzip von John Rawls und diskutiert seine Umsetzung unter realen gesellschaftlichen Bedingungen. In The Case Against Consequentialism Reconsidered (2016) stellt er ein Argument gegen den moralischen Konsequentialismus vor. Dieses beansprucht zu zeigen, dass alle Varianten des Konsequentialismus unhaltbar sind. In seiner Einführung in die experimentelle Philosophie (2016) stellt Mukerji Resultate der experimentellen Philosophie vor und wertet diese aus. Zudem forscht Mukerji zu ethischen Fragestellungen im Zusammenhang mit Human Enhancement, Militärrobotern, Film und Literatur, Robotik, sowie wirtschaftlichen Fragen (etwa dem Mindestlohn). Ebenso gehört die Risiko- und Katastrophenethik speziell im Hinblick auf die Covid-19-Pandemie in Deutschland zu seinen philosophischen Forschungsgebieten. Zusammen mit dem Wirtschaftsethiker Christoph Lütge gab er im Jahr 2016 ein Handbuch zum wirtschaftsethischen Ansatz der Ordnungsethik heraus, der auf den deutschen Wirtschaftsethiker Karl Homann zurückgeht. Im Jahr 2014 erschien ein Sammelband zur Wissenschafts- und Technikphilosophie, den er zusammen mit Julian Nida-Rümelin und Fiorella Battaglia herausgab. In der Öffentlichkeit trat er außerdem durch seine Bücher Die 10 Gebote des gesunden Menschenverstands sowie Covid-19: Was in der Krise zählt (mit Adriano Mannino) in Erscheinung.

### Engagement in der Skeptikerbewegung
Mukerji ist Mitglied der Gesellschaft zur wissenschaftlichen Untersuchung von Parawissenschaften e.V. (GWUP) und Vorsitzender in deren Wissenschaftsrat. Im Rahmen des Vereins engagiert er sich als Referent auf der jährlichen Konferenz „Skepkon“ sowie anderen Veranstaltungen der Skeptiker-Organisation. Außerdem schreibt er als Autor für die Zeitschrift Skeptiker. In seinen Beiträgen befasst er sich vor allem mit den Themen Para- und Pseudowissenschaften, Denkfehler, Lernmythen sowie Postfaktizität, Fake News und Verschwörungstheorien sowie Nahtoderfahrung.
Durch seine Kritik der Homöopathie trat Mukerji besonders in Erscheinung. Zusammen mit der Ärztin und damaligen Kommunikationsmanagerin der GWUP e.V. Natalie Grams veröffentlichte er 2017 den homöopathiekritischen Aufsatz „Die Denkfehler der Homöopathie“, der in der Zeitschrift Gehirn&Geist erschien und später auf Zeit Online und Investigación y Ciencia (investigacionyciencia.es, in spanischer Sprache) als Gastbeitrag veröffentlicht wurde. Dort vertrat er die These, dass sich der verbreitete Glaube an die Heilkraft der Homöopathie durch grundlegende Denkfehler erklären lässt. Der Text war einer der zehn erfolgreichsten Artikel des Jahres 2017 im Online-Wissenschaftsportal Spektrum.de. Im Jahr 2022 veröffentlichte Mukerji zusammen mit dem Mediziner Edzard Ernst den Fachartikel „Why Homoeopathy Is Pseudoscience“ in der Philosophie-Zeitschrift Synthese, der innerhalb eines Tages mehr als 1.000 mal auf dem Netzwerkdienst Twitter geteilt wurde. Auf Grundlage dieser Studie bezeichnete Gesundheitsminister Karl Lauterbach die Homöopathie als „gefährliche Pseudowissenschaft.“ Im Zusammenhang mit den Anfang 2024 bekannt gewordenen Plänen von Gesundheitsminister Lauterbach, die Möglichkeit zur Erstattung von Homöopathie durch die gesetzliche Krankenversicherung beenden zu wollen, gab Mukerji dem Online-Nachrichtenportal tagesschau.de ein Interview aus homöopathiekritischer Sicht.

## Wortmeldungen zur COVID-19-Pandemie
Zusammen mit dem Philosophen und Sozialunternehmer Adriano Mannino lieferte Mukerji seit März 2020 diverse Debattenbeiträge zum Umgang mit der Covid-19-Pandemie in Deutschland. Laut TAZ gehört das Autorenteam „zu den wenigen Experten hierzulande, die schon sehr früh vor den Gefahren der Pandemie gewarnt haben und viel zu lange ignoriert wurden.“ Konkret befürchteten Mukerji und Mannino, dass Intensivstationen in Deutschland aufgrund der Covid-19-Epidemie ein Kollaps drohte. Mukerji befasste sich ebenfalls mit der „Infodemie“ rund um Covid-19 und diversen Verschwörungstheorien und Fake News zu diesem Thema. Im Sommer 2020, als Infektionszahlen in Deutschland deutlich abgesunken waren, rief Mukerji weiterhin zu Wachsamkeit auf und warnte vor einer zweiten Viruswelle. Er appellierte an Bürgerinnen und Bürger, ihren Teil zur Pandemiebekämpfung beizutragen, und verwies zur Begründung auf hohe Fallzahlen in Ländern wie USA und Brasilien. Die Katastrophe, so Mukerji, drohe „uns noch immer, wenn das Virus sich wieder unkontrolliert ausbreitet.“ Zudem wies er auf das Problem mangelnder Nachverfolgbarkeit von Infektionsereignissen im Rahmen von Veranstaltungen hin und plädierte in diesem Zusammenhang für striktere Regelungen. Am 6. Januar 2021 wies Mukerji zusammen mit Mannino in einem Gastbeitrag für den Tagesspiegel auf die unterschätzte Gefahr ansteckenderer Mutationen des Coronavirus SARS-CoV-2 hin.
Gemeinsam mit Mannino initiierte Mukerji das Solon Center for Policy Innovation an der Parmenides Stiftung in München-Pullach, wo zu Strategien für den Umgang mit der Covid-19-Pandemie und anderen risikopolitischen Themen geforscht wird. Im ersten philosophischen Buch zur Covid-Krise Covid-19: Was in der Krise zählt – Über Philosophie in Echtzeit (2020), das im Mai 2020 erschien, stellte er zusammen mit Adriano Mannino Teile der Forschungsarbeit des Centers vor. Das Buch diskutiert unter anderem Ursachen der Pandemie, politische Versäumnisse und die schwierigen politischen Abwägungsentscheidungen der Corona-Krise, die nach Mukerji und Mannino vor abschließender Kenntnis der empirische Datenlage und damit „in Echtzeit“ getroffen werden müssen. Ebenso diskutieren die beiden Autoren Wege aus dem Shutdown und weitere Katastrophenrisiken, die im Bereich des Klimawandels und der künstlichen Intelligenz liegen. Das Buch stieg kurz nach Erscheinen in die Spiegel-Bestseller-Liste ein und erreichte im August 2020 den vierten Platz auf der Sachbücher-Bestenliste von Die Welt / WDR 5 / Neue Zürcher Zeitung / ORF-Radio Österreich 1.

## Bibliografie

### Bücher
- mit Adriano Mannino: Covid-19: Was in der Krise zählt. Über Philosophie in Echtzeit. Reclam, Ditzingen 2020, ISBN 978-3-15-014053-6.
- Experimental Philosophy. A critical study. Rowman & Littlefield, London 2019, ISBN 978-1-78661-123-9.
- Die 10 Gebote des gesunden Menschenverstands. Springer Verlag, Berlin / Heidelberg 2017, ISBN 978-3-662-50338-6.
- Einführung in die experimentelle Philosophie. Verlag Wilhelm Fink, 2016, ISBN 978-3-7705-6055-4.
- The Case Against Consequentialism Reconsidered. Springer International Publishing, 2016, ISBN 978-3-319-39248-6.
- Das Differenzprinzip von John Rawls und seine Realisierungsbedingungen. lit-verlag, Münster 2009, ISBN 978-3-643-10056-6.

### Herausgeberschaften
- mit Christoph Lütge: Order Ethics: An Ethical Framework for the Social Market Economy. Springer International Publishing, 2016, ISBN 978-3-319-33149-2.
- mit Fiorella Battaglia und Julian Nida-Rümelin: Rethinking Responsibility in Science and Technology. Pisa University Press, 2014, ISBN 978-88-6741-373-7.
- mit Adriano Mannino: The Trolley Problem / Das Trolley-Problem. Reclam 2020, ISBN 978-3-15-019658-8.